# Rudolf Heinrich Burnitz

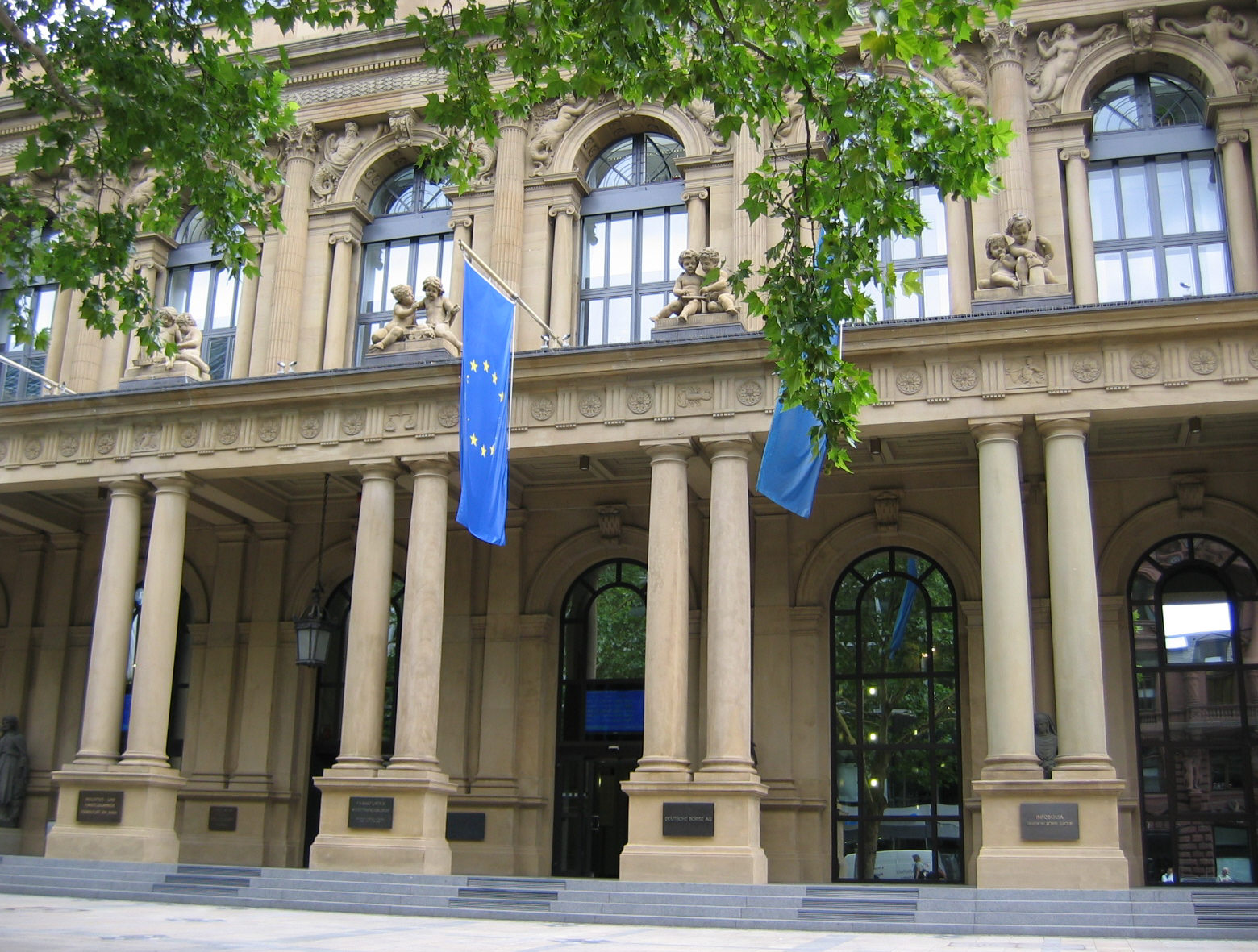
Die Frankfurter Wertpapierbörse

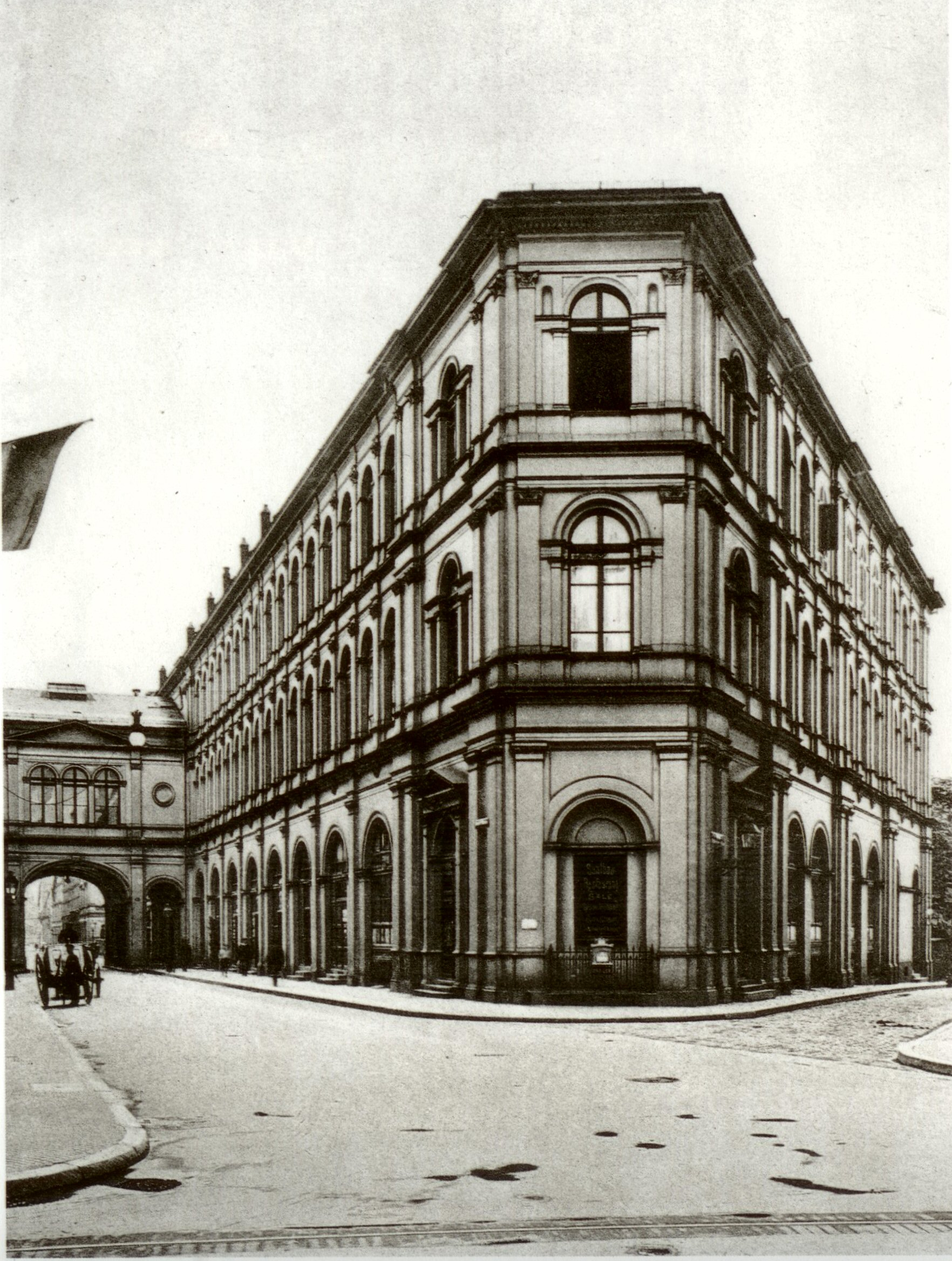
Der erste Saalbau

Rudolf Heinrich Burnitz (* 18. Februar 1827 in Frankfurt am Main; † 13. November 1880 in Frankfurt am Main) war ein deutscher Architekt. Er war der Sohn des Frankfurter Architekten Rudolf Burnitz und der Cousin des Frankfurter Malers Peter Burnitz.

## Leben
Er wurde als Sohn des Architekten Rudolf Burnitz in Frankfurt geboren, studierte dort und setzte seine Ausbildung nach seiner Weiterbildung bei Friedrich August Stüler in Berlin und Heinrich Hübsch in Karlsruhe (beim Bau des dortigen Theaters) fort. Dem Studienaufenthalt von 1853 bis 1855 in Italien folgte sein Umbau des Stadttheaters, der Bau der Verkaufshallen, der Petersschule (1859–1860), der Saalbau (1861) und das Gebäude der Polytechnischen Gesellschaft in Frankfurt am Main.
Er wurde im Familiengrab, An der Mauer 516, auf dem Frankfurter Hauptfriedhof beigesetzt.

## Bauten (Auswahl)
- 1861, Saalbau, Frankfurt Am Main
- 1863–1864, Neubau des Stammsitzes des Bankhauses D. & J. de Neufville auf dem Kleinen Hirschgraben 4, Frankfurt am Main
- 1863–1865, Segenskirche in Griesheim
- 1864–1866, Villa Schönbusch in Kronberg als Sommersitz für den Frankfurter Bankier Jacques Reiß, 1888 an Kaiserin Friedrich verkauft und für den Bau von Schloss Friedrichshof abgerissen
- 1871–1873, Innenausbau von Schloss Seerhausen, 1949 gesprengt[2]
- 1874–1879, Frankfurter Wertpapierbörse mit Oskar Sommer unter Beteiligung von Alexander Linnemann

## Ehrung
Die Stadt Frankfurt am Main benennt eine Straße im Stadtteil Sachsenhausen in Burnitzstraße zu Ehren des Architekten der Frankfurter Wertpapierbörse im italienischen Renaissancestil.

## Ausstellungen
- 2013/2014: Die neue Bürgerstadt: Das Frankfurt des Architekten Burnitz, Historisches Museum Frankfurt, Frankfurt am Main. Katalog.[3]